# Svetovni pokal v smučarskih skokih 2008
Svetovni pokal v smučarskih skokih 2008 je devetindvajseta sezona svetovnega pokala v smučarskih skokih.

## Koledar tekem
| Datum             | Prizorišče             | Skakalnica                       | Zmagovalec                                                           | Drugi                                                                                 | Tretji                                                                               |
| ----------------- | ---------------------- | -------------------------------- | -------------------------------------------------------------------- | ------------------------------------------------------------------------------------- | ------------------------------------------------------------------------------------ |
| 30. november 2007 | Kuusamo                | Rukatunturi HS142                | Norveška Bjørn Einar Romøren Tom Hilde Anders Bardal Roar Ljøkelsøy  | Avstrija · Wolfgang Loitzl · Martin Koch · Gregor Schlierenzauer · Thomas Morgenstern | Finska Matti Hautamäki Harri Olli Arttu Lappi Janne Ahonen                           |
| 1. december 2007  | Kuusamo                | Rukatunturi HS142                | Thomas Morgenstern                                                   | Bjørn Einar Romøren                                                                   | Tom Hilde                                                                            |
| 8. december 2007  | Trondheim              | Granåsen HS131                   | Thomas Morgenstern                                                   | Gregor Schlierenzauer                                                                 | Tom Hilde                                                                            |
| 9. december 2007  | Trondheim              | Granåsen HS131                   | Thomas Morgenstern                                                   | Andreas Kofler                                                                        | Wolfgang Loitzl                                                                      |
| 13. december 2007 | Beljak                 | Alpenarena HS98                  | Thomas Morgenstern                                                   | Janne Ahonen                                                                          | Gregor Schlierenzauer                                                                |
| 14. december 2007 | Beljak                 | Alpenarena HS98                  | Thomas Morgenstern                                                   | Gregor Schlierenzauer                                                                 | Janne Ahonen                                                                         |
| 16. december 2007 | Kranj                  | Bauhenk HS109                    | Tekma odpovedana                                                     | Tekma odpovedana                                                                      | Tekma odpovedana                                                                     |
| 22. december 2007 | Engelberg              | Gross-Titlis-Schanze HS137       | Thomas Morgenstern                                                   | Andreas Kofler                                                                        | Tom Hilde                                                                            |
| 23. december 2007 | Engelberg              | Gross-Titlis-Schanze HS137       | Andreas Küttel                                                       | Gregor Schlierenzauer                                                                 | Thomas Morgenstern                                                                   |
| 30. december 2007 | Oberstdorf             | Schattenbergschanze HS137        | Thomas Morgenstern                                                   | Gregor Schlierenzauer                                                                 | Janne Ahonen                                                                         |
| 1. januar 2008    | Garmisch-Partenkirchen | Große Olympiaschanze HS140       | Gregor Schlierenzauer                                                | Janne Ahonen                                                                          | Michael Neumayer                                                                     |
| 4. januar 2008    | Innsbruck              | Bergiselschanze HS130            | Tekma odpovedana                                                     | Tekma odpovedana                                                                      | Tekma odpovedana                                                                     |
| 5. januar 2008    | Bischofshofen          | Paul-Ausserleitner-Schanze HS140 | Janne Ahonen                                                         | Thomas Morgenstern                                                                    | Simon Ammann                                                                         |
| 6. januar 2008    | Bischofshofen          | Paul-Ausserleitner-Schanze HS140 | Janne Ahonen                                                         | Anders Bardal                                                                         | Thomas Morgenstern                                                                   |
| 12. januar 2008   | Val di Fiemme          | Trampolino dal Ben HS134         | Tom Hilde                                                            | Sigurd Pettersen                                                                      | Wolfgang Loitzl                                                                      |
| 13. januar 2008   | Val di Fiemme          | Trampolino dal Ben HS134         | Tom Hilde                                                            | Thomas Morgenstern                                                                    | Anders Jacobsen                                                                      |
| 19. januar 2008   | Harrachov              | Letalnica Čertak HS205           | Tekma odpovedana                                                     | Tekma odpovedana                                                                      | Tekma odpovedana                                                                     |
| 20. januar 2008   | Harrachov              | Letalnica Čertak HS205           | Janne Ahonen                                                         | Tom Hilde                                                                             | Anders Jacobsen                                                                      |
| 20. januar 2008   | Harrachov              | Letalnica Čertak HS205           | Tekma odpovedana                                                     |                                                                                       |                                                                                      |
| 25. januar 2008   | Zakopane               | Wielka Krokiew HS134             | Gregor Schlierenzauer                                                | Anders Jacobsen                                                                       | Thomas Morgenstern                                                                   |
| 26. januar 2008   | Zakopane               | Wielka Krokiew HS134             | Tekma odpovedana                                                     | Tekma odpovedana                                                                      | Tekma odpovedana                                                                     |
| 27. januar 2008   | Zakopane               | Wielka Krokiew HS134             | Anders Bardal                                                        | Thomas Morgenstern                                                                    | Simon Ammann                                                                         |
| 2. februar 2008   | Saporo                 | Okurajama HS134                  | Thomas Morgenstern                                                   | Janne Happonen                                                                        | Martin Koch                                                                          |
| 3. februar 2008   | Saporo                 | Okurajama HS134                  | Thomas Morgenstern                                                   | Janne Happonen                                                                        | Anders Bardal                                                                        |
| 8. februar 2008   | Liberec                | Ještěd HS134                     | Thomas Morgenstern                                                   | Gregor Schlierenzauer                                                                 | Andreas Küttel                                                                       |
| 9. februar 2008   | Liberec                | Ještěd HS134                     | Anders Jacobsen                                                      | Gregor Schlierenzauer                                                                 | Martin Koch                                                                          |
| 16. februar 2008  | Willingen              | Mühlenkopfschanze HS145          | Norveška Bjørn Einar Romøren Anders Bardal Tom Hilde Anders Jacobsen | Finska Janne Happonen Harri Olli Matti Hautamäki Janne Ahonen                         | Avstrija · Andreas Kofler · Martin Koch · Gregor Schlierenzauer · Thomas Morgenstern |
| 17. februar 2008  | Willingen              | Mühlenkopfschanze HS145          | Bjørn Einar Romøren                                                  | Jernej Damjan                                                                         | Anders Bardal                                                                        |
| 1. marec 2008     | Lahti                  | Salpausselkä HS130               | Tekma odpovedana                                                     | Tekma odpovedana                                                                      | Tekma odpovedana                                                                     |
| 2. marec 2008     | Lahti                  | Salpausselkä HS130               | Tekma odpovedana                                                     | Tekma odpovedana                                                                      | Tekma odpovedana                                                                     |
| 3. marec 2008     | Kuopio                 | Puijo HS127                      | Janne Happonen                                                       | Gregor Schlierenzauer                                                                 | Anders Jacobsen                                                                      |
| 4. marec 2008     | Kuopio                 | Puijo HS127                      | Janne Ahonen                                                         | Anders Bardal                                                                         | Tom Hilde                                                                            |
| 7. marec 2008     | Lillehammer            | Lysgårds HS138                   | Gregor Schlierenzauer                                                | Andreas Küttel                                                                        | Janne Happonen                                                                       |
| 9. marec 2008     | Oslo                   | Holmenkollen HS128               | Gregor Schlierenzauer                                                | Tom Hilde                                                                             | Bjørn Einar Romøren                                                                  |
| 14. marec 2008    | Planica                | Planiška velikanka HS215         | Gregor Schlierenzauer                                                | Janne Ahonen                                                                          | Bjørn Einar Romøren                                                                  |
| 15. marec 2008    | Planica                | Planiška velikanka HS215         | Norveška Tom Hilde Anders Jacobsen Anders Bardal Bjørn Einar Romøren | Finska Janne Happonen Matti Hautamäki Jussi Hautamäki Janne Ahonen                    | Avstrija · Martin Koch · Thomas Morgenstern · Andreas Kofler · Gregor Schlierenzauer |
| 16. marec 2008    | Planica                | Planiška velikanka HS215         | Gregor Schlierenzauer                                                | Martin Koch                                                                           | Janne Happonen                                                                       |

## Skupne uvrstitve

### Posamično
| Poz | Skakalec              | Točke |
| --- | --------------------- | ----- |
| 1   | Thomas Morgenstern    | 1794  |
| 2   | Gregor Schlierenzauer | 1561  |
| 3   | Janne Ahonen          | 1291  |
| 4   | Tom Hilde             | 1228  |
| 5   | Anders Bardal         | 942   |
| 6   | Anders Jacobsen       | 827   |
| 7   | Andreas Küttel        | 778   |
| 8   | Janne Happonen        | 755   |
| 9   | Simon Ammann          | 728   |
| 10  | Wolfgang Loitzl       | 715   |
| 11  | Bjørn Einar Romøren   | 690   |
| 12  | Adam Małysz           | 632   |
| 13  | Andreas Kofler        | 627   |
| 14  | Martin Koch           | 569   |
| 15  | Jernej Damjan         | 522   |
| 16  | Michael Neumayer      | 507   |
| 17  | Roman Koudelka        | 411   |
| 18  | Dimitrij Vasiljev     | 288   |
| 19  | Martin Schmitt        | 273   |
|     | Matti Hautamäki       | 273   |
| 21  | Arthur Pauli          | 261   |
| 22  | Denis Kornilov        | 247   |
| 23  | David Lazzaroni       | 239   |
| 24  | Emmanuel Chedal       | 234   |
| 25  | Robert Kranjec        | 233   |
| 26  | Harri Olli            | 210   |
| 27  | Michael Uhrmann       | 185   |
| 28  | Taku Takeuči          | 180   |

| Poz | Skakalec            | Točke |
| --- | ------------------- | ----- |
| 29  | Manuel Fettner      | 160   |
| 30  | Kamil Stoch         | 157   |
| 31  | Daiki Ito           | 133   |
| 32  | Pavel Karelin       | 129   |
| 33  | Sigurd Pettersen    | 128   |
| 34  | Noriaki Kasai       | 122   |
| 35  | Šohei Točimoto      | 109   |
| 36  | Georg Späth         | 106   |
| 37  | Lars Bystøl         | 99    |
|     | Roar Ljøkelsøy      | 99    |
| 39  | Sebastian Colloredo | 76    |
| 40  | Primož Peterka      | 72    |
| 41  | Martin Cikl         | 60    |
| 42  | Guido Landert       | 46    |
| 43  | Antonín Hájek       | 44    |
| 44  | Jan Matura          | 39    |
| 45  | Stephan Hocke       | 38    |
| 46  | Radik Žaparov       | 36    |
| 47  | Henning Stensrud    | 35    |
|     | Borek Sedlák        | 35    |
| 49  | Kalle Keituri       | 29    |
|     | Jakub Janda         | 29    |
| 51  | Jon Aaraas          | 28    |
| 52  | Arttu Lappi         | 27    |
| 53  | Martin Höllwarth    | 26    |
|     | Andreas Vilberg     | 26    |
| 55  | Roland Müller       | 23    |
| 56  | Ilja Rosljakov      | 21    |

| Poz | Skakalec                 | Točke |
| --- | ------------------------ | ----- |
|     | Jurij Tepeš              | 21    |
| 58  | Mario Innauer            | 18    |
|     | Fumihisa Jumoto          | 18    |
|     | Veli-Matti Lindström     | 18    |
|     | Vincent Descombes Sevoie | 18    |
|     | Nikolaj Karpenko         | 18    |
| 63  | Jure Bogataj             | 16    |
|     | Dimitrij Ipatov          | 16    |
|     | Takanobu Okabe           | 16    |
| 66  | Balthasar Schneider      | 15    |
|     | Andrea Morassi           | 15    |
| 68  | Bastian Kaltenböck       | 12    |
|     | Severin Freund           | 12    |
|     | Jussi Hautamäki          | 12    |
| 71  | Andreas Wank             | 11    |
| 72  | Stefan Hula              | 10    |
|     | Sami Niemi               | 10    |
| 74  | Andreas Aren             | 8     |
| 75  | Akira Higaši             | 7     |
| 76  | Jörg Ritzerfeld          | 6     |
|     | Čoi Heung-čul            | 6     |
| 78  | Marcin Bachleda          | 5     |
|     | Primož Pikl              | 5     |
| 80  | Stefan Kaiser            | 3     |
|     | Juta Vatase              | 3     |
| 82  | Jiří Mazoch              | 2     |
|     | Ville Larinto            | 2     |
| 84  | Johan Eriksson           | 1     |

### Pokal narodov
| Poz | Država       | Točke |
| --- | ------------ | ----- |
| 1   | Avstrija     | 6734  |
| 2   | Norveška     | 5302  |
| 3   | Finska       | 3627  |
| 4   | Švica        | 1752  |
| 5   | Nemčija      | 1688  |
| 6   | Slovenija    | 1519  |
| 7   | Rusija       | 1001  |
| 8   | Japonska     | 888   |
| 9   | Češka        | 820   |
| 10  | Poljska      | 804   |
| 11  | Francija     | 541   |
| 12  | Italija      | 91    |
| 13  | Kazahstan    | 54    |
| 14  | Švedska      | 9     |
| 15  | Južna Koreja | 6     |

## Trenerji
| Reprezentanca | Trener              |
| ------------- | ------------------- |
| Bolgarija     | Joachim Winterlich  |
| Nemčija       | Peter Rohwein       |
| Estonija      | Sami Leskinen       |
| Finska        | Tommi Nikunen       |
| Francija      | Pekka Niemelä       |
| Italija       | Roberto Cecon       |
| Japonska      | Kari Ylianttila     |
| Kanada        | Tadeusz Bafia       |
| Kazahstan     | Aleksander Vasiljev |
| Norveška      | Mika Kojonkoski     |
| Avstrija      | Alexander Pointner  |
| Poljska       | Hannu Lepistö       |
| Rusija        | Wolfgang Steiert    |
| Švedska       | Wolfgang Hartmann   |
| Švica         | Werner Schuster     |
| Slovaška      | Peter Schlank       |
| Slovenija     | Ari-Pekka Nikkola   |
| Južna Koreja  | Heung Soo-Kim       |
| Češka         | Richard Schallert   |
| Ukrajina      | Valerij Vdowenko    |
| ZDA           | Jochen Danneberg    |
| Belorusija    | Pavel Mouchan       |